# Демьянов, Николай Яковлевич
Николай Яковлевич Демьянов (15 [27] марта 1861, Тверь, Российская империя — 19 марта 1938, Москва, СССР) — российский и советский химик-органик, академик Академии наук СССР.
Создатель одной из крупных школ химиков-органиков в России, основным достижением которой стала открытая в 1903 году перегруппировка: расширение или сужение алициклов на один атом углерода при дезаминировании первичных аминов азотистой кислотой, ныне известная как перегруппировка Демьянова.

## Биография
Родился 15 (27) марта 1861 года в Твери, принадлежит к роду Демьяновых. Его отец, губернский секретарь, умер в 1864 году и его воспитанием занималась мать.
В 1872 году родители отдали его в 4-ю Московскую гимназию. В 1882 году сдал экстерном экзамен на аттестат зрелости в Тверской гимназии и поступил на естественное отделение физико-математического факультета Московского университета.
Занимался под руководством В. В. Марковникова; под его руководством защитил дипломную работу «О декстринах» (1886).
В течение зимы 1886/1887 годов в качестве вольнослушателя Московского университета занимался технической химией у профессора Н. Н. Любавина и агрономическим анализом у профессора Н. Е. Лясковского, слушал курс физической химии И. А. Каблукова. В июне 1887 года поступил ассистентом-лаборантом профессора Г. Г. Густавсона в Петровскую сельскохозяйственную академию (ныне — Тимирязевская сельскохозяйственная академия), в которой работал до конца жизни.
В ноябре 1895 года защитил в Санкт-Петербургском университете магистерскую диссертацию «О действии азотистой кислоты на три-, тетра- и пентаметилендиамины и о метилтриметилене» и в феврале 1896 года был утверждён адъюнкт-профессором по кафедре органической химии и сельскохозяйственного анализа Петровской академии. В январе 1900 года защитил в Московском университете докторскую диссертацию «О действии азотного ангидрида и азотноватой окиси на углеводороды этиленового ряда». Читал курсы органической химии, позже — химии растений и физико-химических основ биологической химии. В 1908—1917 годах читал органическую химию на Высших женских сельскохозяйственных курсах. После революции профессор Н. Я. Демьянов остался в России и продолжил свою работу.
В 1924 году избран членом-корреспондентом Российской Академии наук; с 1929 года он — академик Академии наук СССР. В 1930 году был удостоен премии имени В. И. Ленина от Комитета по химизации народного хозяйства Союза ССР.
С 1935 года заведовал лабораторией Института органической химии АН СССР.
Умер 19 марта 1938 года в Москве. Похоронен на Новодевичьем кладбище (3 уч.).

## Научные исследования
Создал одну из крупнейших в СССР школу химиков-органиков, которая отличалась широким профилем и связью с агрономией и биологией. Среди его учеников были такие химики, как В. В. Вильямс, Н. В. Вильямс, В. В. Феофилактов и другие.
Основные интересы были связаны с изучением циклических соединений. Совместно с Г. Г. Густавсоном он предложил (1888) способ получения алленов. Получил метилциклопропан (1894), винилциклопропан (1895). В 1895 году разработал общий метод получения нормальных предельных гликолей, непредельных спиртов и изомерных им окисей g- и d-рядов. В 1899 году выяснил, что при действии оксида азота(V) N2O5 на непредельные углеводороды получаются азотные эфиры гликолей, а также продукты присоединения оксидов азота N2O3, N2O4 и N2O5.
В 1902—1903 годах открыл реакцию изомеризации алициклических соединений с увеличением цикла (перегруппировка Демьянова), которая имела не только теоретическое (для изучения динамики химических превращений и стереохимии), но и важное практическое значение: с её помощью стало возможным синтезировать химические соединения, трудно доступные другими способами. Позднее эта реакция вошла во все учебники органической химии. В 1907 году получил циклопропилкарбинол.
В годы Первой мировой войны в лаборатории Сельскохозяйственной академии под руководством Н. Я. Демьянова были разработаны методы синтеза лекарственных веществ, которые были внедрены на Сокольническом земском фармацевтическом заводе: начат выпуск новокаина по его методике.
В 1920-е годы показал, что в результате изомеризации алициклов, в зависимости от природы заместителей, возможны перегруппировки как с расширением, так и с сужением цикла. Также работал в области агрономической химии, химии растительных веществ, исследовал азотсодержащие органические соединения.
С середины 1920-х годов Н. Я. Демьянов со своими учениками приступили к систематическому изучению растительных и животных ресурсов СССР. В частности, на кафедре и в биохимической лаборатории Никитского ботанического сада была организована совместная работа по отысканию советских эфирномасличных растений и по химии эфирных масел, которая способствовала появлению советской эфирномасличной промышленности.

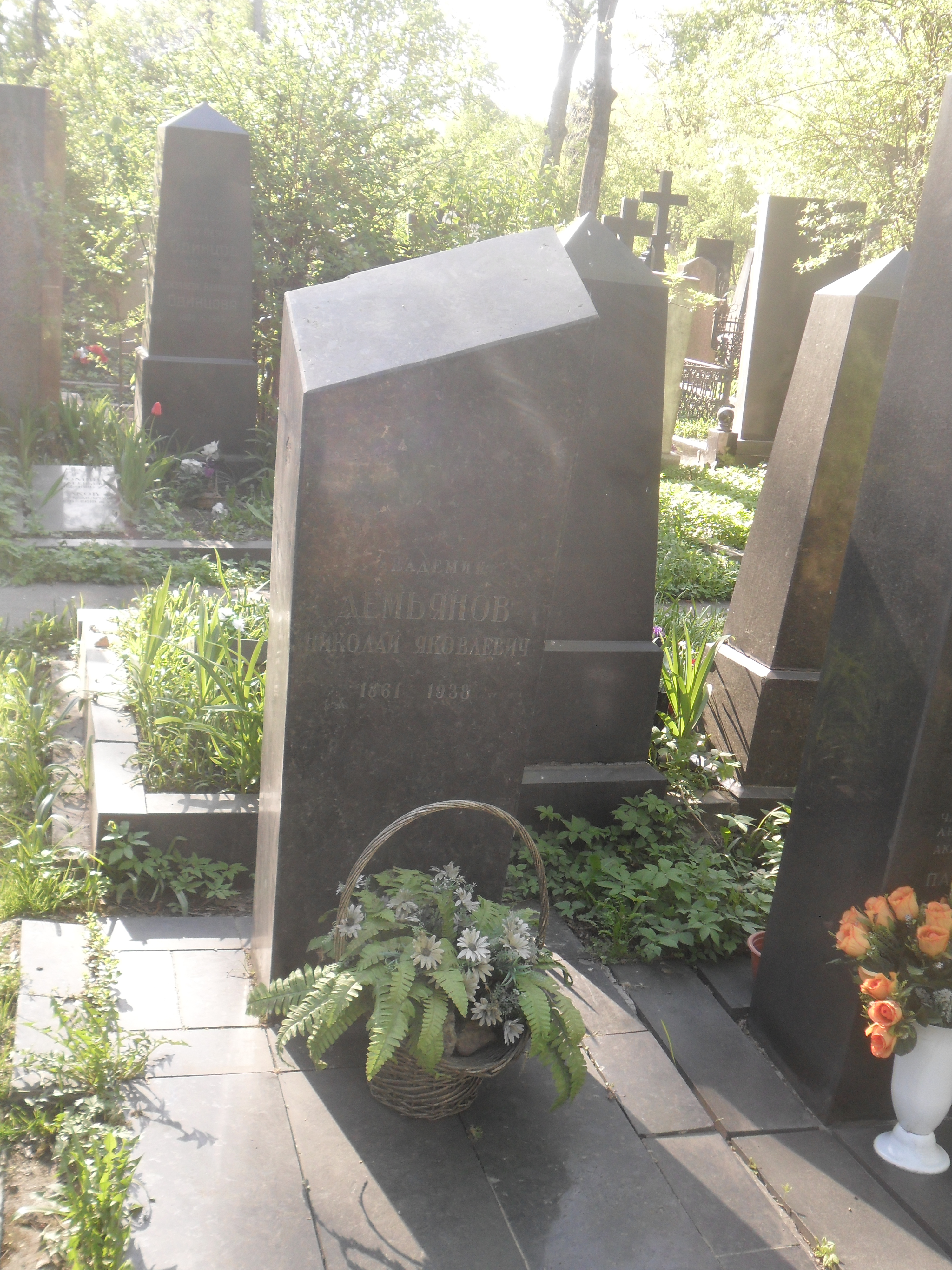
Могила Н. Я. Демьянова на Новодевичьем кладбище Москвы.

## Публикации
Основные труды:
- Демьянов Н. Я. Сельско-Хозяйственный Анализ. В 2-х частях. Ассистенты В. И. Виноградов и И. В. Егоров. Москва. Издание В. М. Саблина (Товарищество типографии А. Мамонтова). 1907—1908 г.
- Демьянов Н. Я. Агрономическая химия. Азотистые гетероциклы и алкалоиды (Конспект лекций, составленный Н. Д. Прянишниковым). — М.: Книгоиздательство студентов Петровской сельхозакадемии, 1923. — 48 с.
- Демьянов Н. Я. Органическая химия. Ч. 1—3. — М.: Гостехиздат, 1922—1925.
- Демьянов Н. Я. Жиры: Химия и анализ. — М.: Гос. изд-во, 1924. — 187 с.
- Демьянов Н. Я. Руководство к практическим занятиям по биохимии: Углеводы, жиры, белки и другие биологически важные соединения. — М.: Новый агроном, 1927. — 192 с.
- Демьянов Н. Я. Жиры и воска: Химия и анализ. — М.; Ленинград: Гос. изд-во, 1928. — 230 с.
- Демьянов Н. Я., Феофилактов В. В. Химия растительных веществ. — М.—Л., 1933. — 496 с.
- Демьянов Н. Я., Нилов В. И., Вильямс В. В. Эфирные масла, их состав и анализ. — М.—Л., 1933, 300 с.
- Демьянов Н. Я., Прянишников Н. Д. Общие приёмы анализа растительных веществ. — М.—Л., 1934.
- Сборник избранных трудов. — М.; Л., 1936.

## Награды, премии и звания
- Премия имени А. М. Бутлерова (1926, за экспериментальные работы в области органической химии[6])
- Премия имени В. И. Ленина от Комитета по химизации народного хозяйства Союза ССР (1930)
- Доктор химических наук (1899), профессор (1899), академик Академии наук СССР (1929), член Русского физико-химического общества, а также Немецкого (с 1888) и Французского (1913) химических обществ[1].

По мнению академика А. Е. Фаворского, «по своим заслугам перед наукой Н. Я. Демьянов занимает среди наших химиков-органиков одно из первых мест»:

… работы Н. Я. Демьянова представляют исключительно ценный материал для создания той теории строения будущего, которая даст возможность заранее предвидеть свойства и превращения органических соединений

Мемориальная доска на учебном корпусе МСХА.

## Семья
Семья была многодетной, всего в семье было 9 детей, в их числе:
- дочь Валентина (1882—1978), советский педагог, академик АПН СССР, основоположница музыкально-эстетического воспитания в СССР[2] — была замужем за педагогом С. Т. Шацким;
- дочь Мария (?—1928) — с 1901 года была замужем за А. Г. Дояренко.

## Память
В Москве на здании учебного корпуса № 6 Московской сельскохозяйственной академии имени К. А. Тимирязева (Тимирязевский проезд, дом № 2), где Н. Я. Демьянов работал с 1887 по 1938 год, установлена мемориальная доска.

## Документы
- Фонд Демьянова Николая Яковлевича на сайте Архива РАН.